# Tioulong Saumura

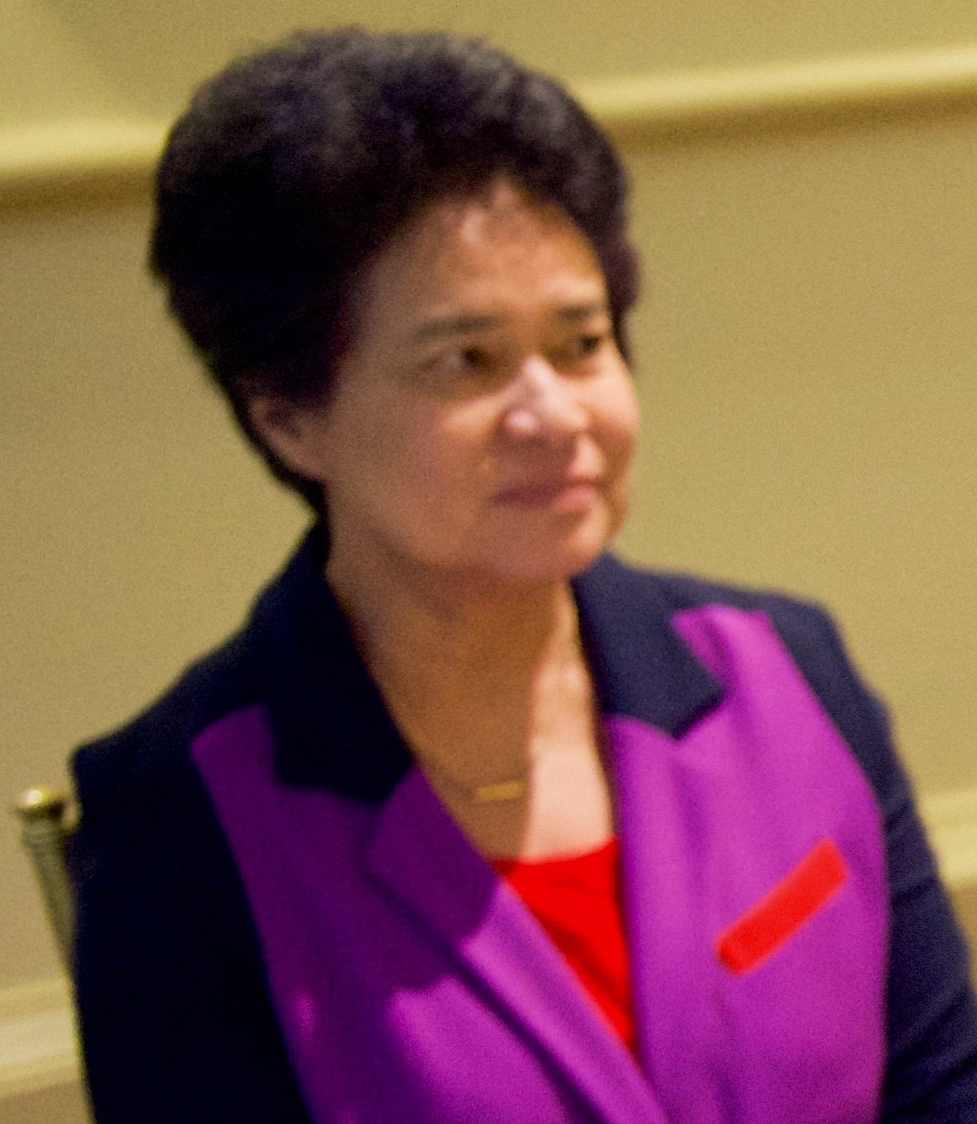
Tioulong Saumura (2016)

Tioulong Saumura (* 9. Juli 1950 in Phnom Penh) ist eine kambodschanische Politikerin. Sie ist seit 1971 mit dem Oppositionspolitiker Sam Rainsy verheiratet. Sie lebt zurzeit in Phnom Penh und hat drei Kinder.
Sie studierte in den 1970er Jahren Politikwissenschaft in Paris und hat außerdem einen MBA. Von 1976 bis 1982 war sie bei der Banque Indosuez in Paris beschäftigt. Anschließend arbeitete sie für die Investmentbank Robert Fleming & Co. (1982 bis 1988) und die Beteiligungsgesellschaft MOBICO (1989 bis 1993), beide ebenfalls in Paris. Von 1993 bis 1995 war sie stellvertretende Chefin der kambodschanischen Nationalbank.
Ihre politische Karriere begann 1981 in der Partei FUNCINPEC des Prinzen Norodom Sihanouk. Mit ihrem Mann wechselte sie 1995 zur Khmer-Nation-Partei (KNP), wo sie von 1996 bis 1998 Präsidiumsmitglied war. Die KNP wurde 1998 in Sam-Rainsy-Partei (SRP) umbenannt, in deren Präsidium Saumura fortan saß.
Sie wurde 1998 als Abgeordnete von Phnom Penh in die kambodschanischen Nationalversammlung gewählt, der sie bis 2017 angehörte. Die Sam-Rainsy-Partei fusionierte 2012 mit der Menschenrechtspartei zur Nationalen Rettungspartei Kambodschas (CNRP). Infolge des Verbots der Partei durch den Obersten Gerichtshof im November 2017 wurde Tioulong Saumura für fünf Jahre von allen politischen Ämtern ausgeschlossen.